# Abris de Barfaluy
Les' Abris de Barfaluy est un groupe de quatre abris sous roche situés dans la commune de Bárcabo, comarque de Sobrarbe dans la province de Huesca. Ils se trouvent à l'intérieur du ravin de Choca, un affluent de la rivière Vero dans la Sierra de Guara,.
Ils contiennent au total une soixantaine de représentation de peintures rupestres de l'art levantin, d'Art schématique ibérique (art schématique ibère) et de gravures, faisant partie de l'ensemble de l'Art rupestre du bassin méditerranéen de la péninsule Ibérique déclaré patrimoine mondial par l'UNESCO en 1998 (réf. 874-561).
Il se trouve pans le Parc culturel de la rivière Vero.

## Description

### Style schématique des peintures de Barfaluy
Les peintures rupestres de Barfaluy appartiennent au style schématique, caractérisé par l'abstraction et la simplification des représentations d'animaux et d'êtres humains, réduites à des traits verticaux et des lignes horizontales. Ce style s'étend du Néolithique au Three-age system (Âge des Métaux) et est la manifestation typique des sociétés sédentaires qui connaissent déjà l'agriculture et la domestication des animaux.

### Barfaluy I

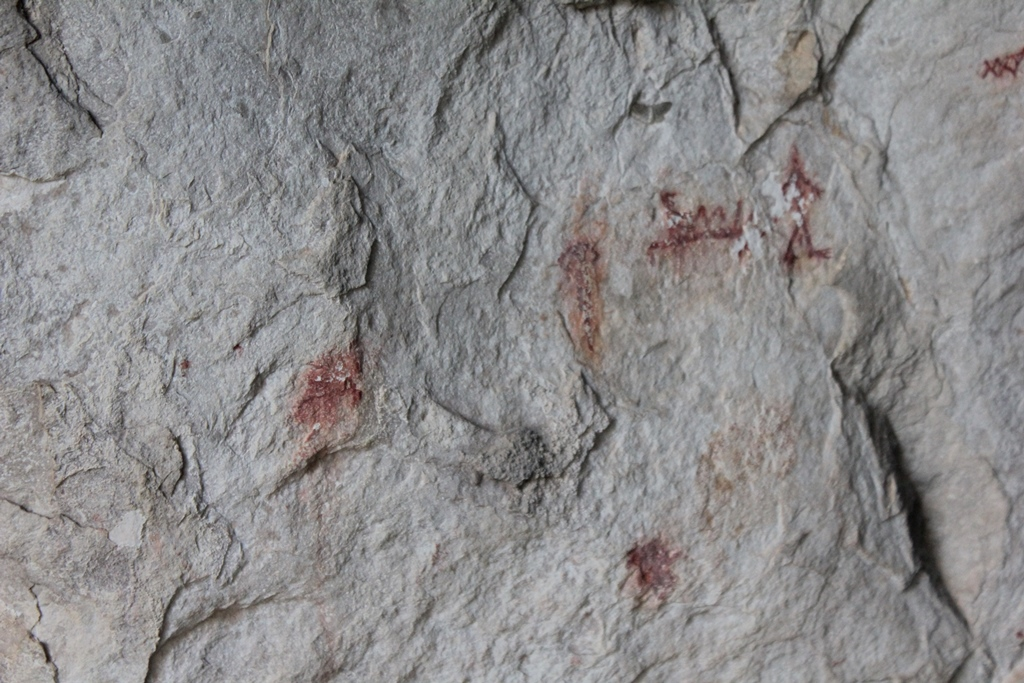
Barfaluy I

C'est l'abri le plus oriental du complexe de Barfaluy avec une ouverture de 5 m. Il contient des peintures aux tons rougeâtres réparties irrégulièrement sur les murs de l'abri. On peut distinguer :
- Un anthropomorphe aux membres disproportionnés, avec des doigts et des orteils et un signe fourchu au dessus de la tête.
- Deux quadrupèdes pratiquement identiques entre eux et exécutés sur la base de lignes simples et stylisées.
- Une scène composée d'un personnage anthropomorphe qui semble traîner un animal ou objet mobile sut lequel repose une seconde figure humaine.
- Trait en zigzag formant un « W » inversé difficile à interpréter.
- Signes, barres et doigtés ramiformes ou zigzags.

### Barfaluy II
C'est un abri avec une bouche de 8 m. Il contient trois tableaux très délavés et à peine visibles :
- Dans le panneau central se trouvent le plus grand nombre de peintures de Barlafuy représentant un grand personnage à la tête et aux bras allongés, un éventuel cavalier, entouré d'autres individus.
- Un cerf avec une tête démesurément allongée et des bois finement exécutés attachés à une corde.
- Divers panneaux et barres d'angle.

### Barfaluy III
Cet abri présente une crête rocheuse longue de 13 m avec une profondeur de 4,60 m et est en mauvais état.
- Dans un premier secteur : ne composition composée d'un quadrupède et d'un anthropomorphe.
- Dans un second secteur : les restes de la figuration d'un cervidé et un groupe de six caprinés.
- Dans un troisième secteur : un groupe de caprinés et les restes dilués d'un quadrupède.

### Barfaluy IV
Cette cavité, quelque peu séparée des trois précédentes, présente une embouchure de 10,60 m. Il ne contient qu'un seul secteur peint, très diffus et exécuté en noir. On y distingue : un ensemble de doigtés discrets et un signe en forme de T.

### Les arnales de Barfaluy
L'ensemble des abris de Barfaluy est agrémenté d'anciens arnales, noms donnés en Aragon aà des sortes de ruchers.

## Galerie

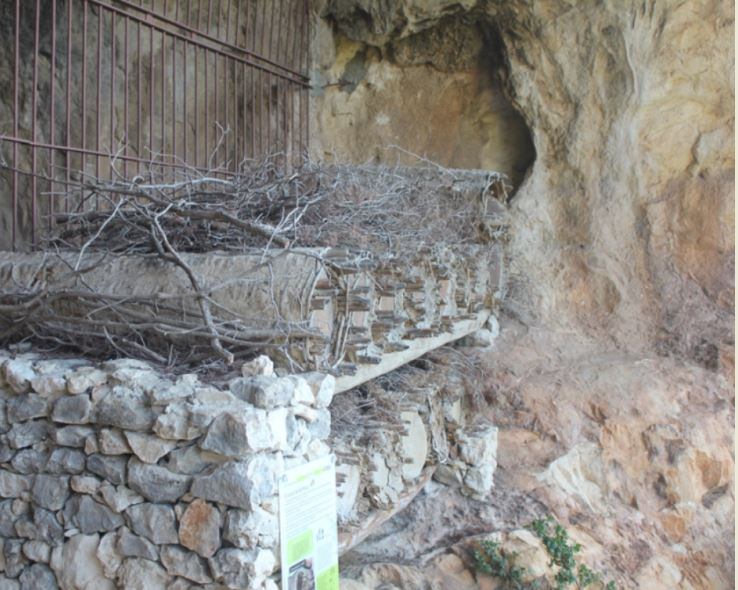
Arnales de Barfaluy